# Lista siturilor arheologice din județul Timiș - D
Lista siturilor arheologice din județul Timiș - D conține toate siturile arheologice din județul Timiș înscrise în Repertoriul Arheologic Național (RAN) și aflate în localități al căror nume începe cu litera D. RAN este administrat de Ministerul Culturii și Patrimoniului Național și cuprinde date științifice, cartografice, topografice, imagini și planuri, precum și orice alte informații privitoare la zonele cu potențial arheologic, studiate sau nu, încă existente sau dispărute.
Puteți căuta un sit din localitățile care încep cu litera D folosind formularul de mai jos sau puteți naviga prin toate siturile din județ la Lista siturilor arheologice din județul Timiș.
| Cod RAN                                 | Denumire | Localitate                                | Adresă                        | Datare                                     | Descoperit | Coordonate                                    | Imagine           | Erori            |
| --------------------------------------- | --- | ----------------------------------------- | ----------------------------- | ------------------------------------------ | ---------- | --------------------------------------------- | ----------------- | ---------------- |
| 156721.02.01                            | Situl arheologic de la Dudeștii Vechi - "Movila lui Deciov" / ansamblu anonim (Categorie: locuire civilă) (Tip: Tell)                                                          | sat Dudeștii Vechi, comuna Dudeștii Vechi | Movila lui Deciov             | Starčevo - Criș                            |            |                                               | Încărcați imagine | Raportați eroare |
| 156721.02.02                            | Situl arheologic de la Dudeștii Vechi - "Movila lui Deciov" / ansamblu anonim (Categorie: locuire civilă) (Tip: Așezare)                                                       | sat Dudeștii Vechi, comuna Dudeștii Vechi | Movila lui Deciov             |                                            |            |                                               | Încărcați imagine | Raportați eroare |
| 155458.01.01                            | Situl arheologic Dudărie / ansamblu anonim (Categorie: locuire civilă) (Tip: Sit)                                                                                              | oraș Deta                                 | Aleea Austriei                |                                            |            |                                               | Încărcați imagine | Raportați eroare |
| 155458.01.02                            | Situl arheologic Dudărie / ansamblu anonim (Categorie: locuire civilă) (Tip: Sit)                                                                                              | oraș Deta                                 | Aleea Austriei                |                                            |            |                                               | Încărcați imagine | Raportați eroare |
| 155458.01.03                            | Situl arheologic Dudărie / ansamblu anonim (Categorie: locuire civilă) (Tip: Sit)                                                                                              | oraș Deta                                 | Aleea Austriei                |                                            |            |                                               | Încărcați imagine | Raportați eroare |
| 156721.03.01                            | Așezarea medievală timpurie de la Dudeștii Vechi-Beșehova Veche - Pusta Bucova / ansamblu anonim (Categorie: locuire civilă) (Tip: Așezare)                                    | sat Dudeștii Vechi, comuna Dudeștii Vechi | Beșehova Veche - Pusta Bucova | sec. X-XIII                                |            |                                               | Încărcați imagine | Raportați eroare |
| 156339.01.01                            | Fortificația de pământ de la Dragșina-"Sighed" / ansamblu anonim (Categorie: fortificație) (Tip: Fortificație de pământ)                                                       | sat Dragșina, comuna Chevereșu Mare       | Sighed                        |                                            |            | 45°42′02″N 21°24′11″E / 45.70055°N 21.40306°E | Încărcați imagine | Raportați eroare |
| 157950.01.01                            | Așezarea medievală timpurie de la Duboz-"nord-vest" / ansamblu anonim (Categorie: locuire) (Tip: așezare)                                                                      | sat Duboz, comuna Nițchidorf              | Duboz nord-vest               |                                            |            | 45°33′17″N 21°32′23″E / 45.55472°N 21.53972°E | Încărcați imagine | Raportați eroare |
| 156632.01.01                            | Așezarea I daco-romana de la Darova / ansamblu anonim (Categorie: locuire) (Tip: așezare)                                                                                      | sat Darova, comuna Darova                 |                               | sec.III-IV d.Hr.                           |            |                                               | Încărcați imagine | Raportați eroare |
| 156632.02.01                            | Așezarea II daco-romana de la Darova / ansamblu anonim (Categorie: locuire) (Tip: așezare)                                                                                     | sat Darova, comuna Darova                 |                               | sec.III-IV d.Hr.                           |            |                                               | Încărcați imagine | Raportați eroare |
| 156632.03.01                            | Așezarea III daco-romana de la Darova / ansamblu anonim (Categorie: locuire) (Tip: așezare)                                                                                    | sat Darova, comuna Darova                 |                               |                                            |            |                                               | Încărcați imagine | Raportați eroare |
| 156632.04.01                            | Așezarea IV daco-romana de la Darova / ansamblu anonim (Categorie: locuire) (Tip: așezare)                                                                                     | sat Darova, comuna Darova                 |                               | sec.III-IV d.Hr.                           |            |                                               | Încărcați imagine | Raportați eroare |
| 156632.05.01                            | Așezarea V daco-romana de la Darova / ansamblu anonim (Categorie: locuire) (Tip: așezare)                                                                                      | sat Darova, comuna Darova                 |                               | sec.III-IV                                 |            |                                               | Încărcați imagine | Raportați eroare |
| 156632.06.01                            | Movilele de epocă necunoscută de la Darova / ansamblu anonim (Categorie: decoperire funerară) (Tip: așezare)                                                                   | sat Darova, comuna Darova                 |                               |                                            |            |                                               | Încărcați imagine | Raportați eroare |
| 157807.01.01                            | Așezarea neolitică de la Dejani / ansamblu anonim (Categorie: locuire) (Tip: așezare)                                                                                          | sat Dejan, comuna Moravița                |                               | Starcevo - Criș                            |            |                                               | Încărcați imagine | Raportați eroare |
| 157807.02.01                            | Situl arheologic de epocă necunoscută de la Dejani-Marmunz / ansamblu Mormânt tumular de incinerație cu resturile depuse pe sol. (Categorie: decoperire funerară) (Tip: Tumul) | sat Dejan, comuna Moravița                | Marmunz                       |                                            |            |                                               | Încărcați imagine | Raportați eroare |
| 157807.02.02                            | Situl arheologic de epocă necunoscută de la Dejani-Marmunz / ansamblu Movile de pământ (Categorie: decoperire funerară) (Tip: movilă)                                          | sat Dejan, comuna Moravița                | Marmunz                       |                                            |            |                                               | Încărcați imagine | Raportați eroare |
| 156678.01.01                            | Movila de epocă necunoscută de la Denta / ansamblu anonim (Categorie: decoperire funerară) (Tip: movilă)                                                                       | sat Denta, comuna Denta                   |                               |                                            |            |                                               | Încărcați imagine | Raportați eroare |
| 156678.02.01                            | Necropola de epocă medievală timpurie de la Denta / ansamblu anonim (Categorie: decoperire funerară) (Tip: Necropolă)                                                          | sat Denta, comuna Denta                   |                               | sec.VII-IX d.Hr.                           |            |                                               | Încărcați imagine | Raportați eroare |
| 155467.01.01                            | Necropola hallstattiană de la Deta / ansamblu anonim (Categorie: locuire) (Tip: Necropolă)                                                                                     | oraș Deta                                 |                               | mil.I î.Hr.                                |            |                                               | Încărcați imagine | Raportați eroare |
| 155467.02.01                            | Situl arheologic de la Deta-Dudărie / ansamblu Așezarea de epoca bronzului de la Deta-Dudărie (Categorie: locuire) (Tip: așezare)                                              | oraș Deta                                 | Dudărie                       | mil.II î.Hr.                               |            |                                               | Încărcați imagine | Raportați eroare |
| 155467.02.02                            | Situl arheologic de la Deta-Dudărie / ansamblu Așezarea hallstattiană de la Deta-Dudărie (Categorie: locuire) (Tip: așezare)                                                   | oraș Deta                                 | Dudărie                       | mil.I î.Hr.                                |            |                                               | Încărcați imagine | Raportați eroare |
| 155467.02.03                            | Situl arheologic de la Deta-Dudărie / ansamblu Necropola medievală timpurie de la Deta-Dudărie (Categorie: locuire) (Tip: Necropolă)                                           | oraș Deta                                 | Dudărie                       |                                            |            |                                               | Încărcați imagine | Raportați eroare |
| 155467.03.01                            | Valul de epocă necunoscută de la Deta-Pusta Pilăriște / ansamblu Valul roman de la Deta (Categorie: fortificație) (Tip: Val)                                                   | oraș Deta                                 | Pusta Pilăriște               |                                            |            |                                               | Încărcați imagine | Raportați eroare |
| 155467.04.01                            | Necropola de epocă medievală timpurie de la Deta-La Cariera de nisip / ansamblu anonim (Categorie: decoperire funerară) (Tip: Necropolă)                                       | oraș Deta                                 | La Cariera de nisip           | sec.VII-IX d.Hr.                           |            |                                               | Încărcați imagine | Raportați eroare |
| 158083.01.01                            | Situl arheologic de la Diniaș-La Hotar / ansamblu Așezarea eneolitică de la Diniaș-La Hotar (Categorie: locuire) (Tip: așezare)                                                | sat Diniaș, comuna Peciu Nou              | La Hotar                      | Foeni                                      |            |                                               | Încărcați imagine | Raportați eroare |
| 158083.01.02                            | Situl arheologic de la Diniaș-La Hotar / ansamblu Așezarea de epoca bronzului de la Diniaș-La Hotar (Categorie: locuire) (Tip: așezare)                                        | sat Diniaș, comuna Peciu Nou              | La Hotar                      |                                            |            |                                               | Încărcați imagine | Raportați eroare |
| 158083.02.01                            | Movila de epocă necunoscută de la Diniaș / ansamblu anonim (Categorie: decoperire funerară) (Tip: Movilă)                                                                      | sat Diniaș, comuna Peciu Nou              |                               |                                            |            |                                               | Încărcați imagine | Raportați eroare |
| 158083.03.01                            | Situl arheologic de la Diniaș-Emelca / ansamblu anonim (Categorie: decoperire funerară) (Tip: Tumul)                                                                           | sat Diniaș, comuna Peciu Nou              | Emelca                        |                                            |            |                                               | Încărcați imagine | Raportați eroare |
| 158822.01.01                            | Situl arheologic hallstattian de la Dragomirești / ansamblu anonim (Categorie: decoperire funerară) (Tip: Movilă)                                                              | sat Dragomirești, comuna Știuca           |                               | mil.I î.Chr.                               |            |                                               | Încărcați imagine | Raportați eroare |
| 158822.02.01                            | Așezarea daco-romană de la Dragomirești / ansamblu anonim (Categorie: locuire) (Tip: așezare)                                                                                  | sat Dragomirești, comuna Știuca           |                               | sec.III-IV d.Chr                           |            |                                               | Încărcați imagine | Raportați eroare |
| 158822.03.01                            | Situl arheologic I de epocă necunoscută de la Dragomirești / ansamblu anonim (Categorie: decoperire funerară) (Tip: Movilă)                                                    | sat Dragomirești, comuna Știuca           |                               |                                            |            |                                               | Încărcați imagine | Raportați eroare |
| 158822.04.01                            | Situl arheologic II de epocă necunoscută de la Dragomirești / ansamblu anonim (Categorie: decoperire funerară) (Tip: Movilă)                                                   | sat Dragomirești, comuna Știuca           |                               |                                            |            |                                               | Încărcați imagine | Raportați eroare |
| 156339.02.01                            | Așezarea de epocă daco-romană de la Dragșina / ansamblu anonim (Categorie: locuire) (Tip: așezare)                                                                             | sat Dragșina, comuna Chevereșu Mare       |                               | sec.III-IV î.Chr                           |            |                                               | Încărcați imagine | Raportați eroare |
| 156339.03.01                            | Cetatea medievală de la Dragșina / ansamblu anonim (Categorie: fortificație) (Tip: cetate de pamânt)                                                                           | sat Dragșina, comuna Chevereșu Mare       |                               | sec.X-XV d.Chr.                            |            |                                               | Încărcați imagine | Raportați eroare |
| 155788.01.01                            | Situl arheologic I de la Dudeștii Noi / ansamblu Așezarea neolitică de la Dudeștii Noi (Categorie: locuire) (Tip: așezare)                                                     | sat Dudeștii Noi, comuna Dudeștii Noi     |                               |                                            |            |                                               | Încărcați imagine | Raportați eroare |
| 155788.01.02                            | Situl arheologic I de la Dudeștii Noi / ansamblu Așezarea daco-romană de la Dudeștii Noi (Categorie: locuire) (Tip: așezare)                                                   | sat Dudeștii Noi, comuna Dudeștii Noi     |                               | sec.III-IV d.Hr.                           |            |                                               | Încărcați imagine | Raportați eroare |
| 155788.02.01                            | Situl arheologic II de la Dudeștii Noi / ansamblu anonim (Categorie: locuire) (Tip: așezare)                                                                                   | sat Dudeștii Noi, comuna Dudeștii Noi     |                               |                                            |            |                                               | Încărcați imagine | Raportați eroare |
| 155788.02.02                            | Situl arheologic II de la Dudeștii Noi / ansamblu anonim (Categorie: locuire) (Tip: așezare)                                                                                   | sat Dudeștii Noi, comuna Dudeștii Noi     |                               | sec. III-IV d.Hr.                          |            |                                               | Încărcați imagine | Raportați eroare |
| 155788.02.03                            | Situl arheologic II de la Dudeștii Noi / ansamblu anonim (Categorie: locuire) (Tip: așezare)                                                                                   | sat Dudeștii Noi, comuna Dudeștii Noi     |                               | sec. X-XV d.Chr.                           |            |                                               | Încărcați imagine | Raportați eroare |
| 155788.03.01                            | Situl arheologic III de la Dudeștii Noi / ansamblu Așezarea neolitică de la Dudeștii Noi (Categorie: locuire) (Tip: așezare)                                                   | sat Dudeștii Noi, comuna Dudeștii Noi     |                               |                                            |            |                                               | Încărcați imagine | Raportați eroare |
| 155788.03.02                            | Situl arheologic III de la Dudeștii Noi / ansamblu Așezarea daco-romană de la Dudeștii Noi (Categorie: locuire) (Tip: așezare)                                                 | sat Dudeștii Noi, comuna Dudeștii Noi     |                               | sec. III-IV d.Chr.                         |            |                                               | Încărcați imagine | Raportați eroare |
| 155788.04.01                            | Situl arheologic IV de la Dudeștii Noi / ansamblu anonim (Categorie: locuire) (Tip: așezare)                                                                                   | sat Dudeștii Noi, comuna Dudeștii Noi     |                               | sec.III-IV d.Chr.                          |            |                                               | Încărcați imagine | Raportați eroare |
| 155788.05.01                            | Așezarea de epocă daco-romană de la Dudeștii Noi. / ansamblu Așezarea daco-romană de la Dudeștii Noi (Categorie: locuire) (Tip: așezare)                                       | sat Dudeștii Noi, comuna Dudeștii Noi     |                               | sec.III-IV d.Chr.                          |            |                                               | Încărcați imagine | Raportați eroare |
| 156721.04.01                            | Descoperirea funerară de epocă necunoscută de la Dudeștii Vechi-Bucova I / ansamblu anonim (Categorie: decoperire funerară) (Tip: movilă)                                      | sat Dudeștii Vechi, comuna Dudeștii Vechi | Bucova I                      |                                            |            |                                               | Încărcați imagine | Raportați eroare |
| 156721.05.01                            | Situl arheologic de la Dudeștii Vechi-Bucova II / ansamblu anonim (Categorie: decoperire funerară) (Tip: Mormânt)                                                              | sat Dudeștii Vechi, comuna Dudeștii Vechi | Bucova II                     | sec.VI-X d.Hr.                             |            |                                               | Încărcați imagine | Raportați eroare |
| 156721.05.02                            | Situl arheologic de la Dudeștii Vechi-Bucova II / ansamblu anonim (Categorie: decoperire funerară) (Tip: Mormânt)                                                              | sat Dudeștii Vechi, comuna Dudeștii Vechi | Bucova II                     | sec.X-XV d.Hr.                             |            |                                               | Încărcați imagine | Raportați eroare |
| 156721.06.01                            | Descoperirea funerară de epocă neprecizată de la Dudeștii Vechi-Bucova III / ansamblu anonim (Categorie: decoperire funerară) (Tip: Movilă)                                    | sat Dudeștii Vechi, comuna Dudeștii Vechi | Bucova III                    | sec.I î.Chr.                               |            |                                               | Încărcați imagine | Raportați eroare |
| 156721.07.01                            | Descoperirea funerară de epocă medievală timpurie de la Dudeștii Vechi-Bucova IV / ansamblu anonim (Categorie: decoperire funerară) (Tip: Movilă)                              | sat Dudeștii Vechi, comuna Dudeștii Vechi | Bucova IV                     | sec X-XI d.Chr.                            |            |                                               | Încărcați imagine | Raportați eroare |
| 156721.07.02                            | Descoperirea funerară de epocă medievală timpurie de la Dudeștii Vechi-Bucova IV / ansamblu anonim (Categorie: decoperire funerară) (Tip: așezare)                             | sat Dudeștii Vechi, comuna Dudeștii Vechi | Bucova IV                     | Starcevo - Criș                            |            |                                               | Încărcați imagine | Raportați eroare |
| 156721.08.01                            | Descoperirea funerară de epoca migrațiilor de la Dudeștii Vechi-Bucova V / ansamblu anonim (Categorie: decoperire funerară) (Tip: Mormânt)                                     | sat Dudeștii Vechi, comuna Dudeștii Vechi | Bucova V                      |                                            |            |                                               | Încărcați imagine | Raportați eroare |
| 156721.09.01                            | Descoperirea funerară de epocă necunoscută de la Dudeștii Vechi-Bucova VI / ansamblu anonim (Categorie: locuire) (Tip: Movilă)                                                 | sat Dudeștii Vechi, comuna Dudeștii Vechi | Bucova VI                     | Starcevo - Criș                            |            |                                               | Încărcați imagine | Raportați eroare |
| 156721.09.02                            | Descoperirea funerară de epocă necunoscută de la Dudeștii Vechi-Bucova VI / ansamblu anonim (Categorie: locuire) (Tip: Mormânt)                                                | sat Dudeștii Vechi, comuna Dudeștii Vechi | Bucova VI                     | sec.V-VI d.Chr.                            |            |                                               | Încărcați imagine | Raportați eroare |
| 156721.10.01                            | Descoperirea funerară de epocă necunoscută de la Dudeștii Vechi-Bucova VII / ansamblu anonim (Categorie: decoperire funerară) (Tip: Mormânt)                                   | sat Dudeștii Vechi, comuna Dudeștii Vechi | Bucova VII                    |                                            |            |                                               | Încărcați imagine | Raportați eroare |
| 156721.11.01                            | Descoperirea funerară de epocă necunoscută de la Dudeștii Vechi-Bucova VIII / ansamblu anonim (Categorie: decoperire funerară) (Tip: Movilă)                                   | sat Dudeștii Vechi, comuna Dudeștii Vechi | Bucova VIII                   |                                            |            |                                               | Încărcați imagine | Raportați eroare |
| 156721.12.01                            | Situl arheologic de la Dudeștii Vechi-Bucova IX / ansamblu anonim (Categorie: decoperire funerară) (Tip: Mormânt)                                                              | sat Dudeștii Vechi, comuna Dudeștii Vechi | Bucova IX                     |                                            |            |                                               | Încărcați imagine | Raportați eroare |
| 156721.12.02                            | Situl arheologic de la Dudeștii Vechi-Bucova IX / ansamblu anonim (Categorie: decoperire funerară) (Tip: Mormânt)                                                              | sat Dudeștii Vechi, comuna Dudeștii Vechi | Bucova IX                     |                                            |            |                                               | Încărcați imagine | Raportați eroare |
| 156721.13.01                            | Descoperirea funerară de epocă necunoscută de la Dudeștii Vechi / ansamblu anonim (Categorie: decoperire funerară) (Tip: Movilă)                                               | sat Dudeștii Vechi, comuna Dudeștii Vechi |                               |                                            |            |                                               | Încărcați imagine | Raportați eroare |
| 156721.14.01                            | Descoperirea funerară de epocă necunoscută de la Dudeștii Vechi-Burvăta Moghila / ansamblu anonim (Categorie: decoperire funerară) (Tip: Movilă)                               | sat Dudeștii Vechi, comuna Dudeștii Vechi | Burvătă Moghila               |                                            |            |                                               | Încărcați imagine | Raportați eroare |
| 156721.15.01                            | Movila de epocă neprecizată de la Dudeștii Vechi-Vereșovătă Moghila / ansamblu anonim (Categorie: decoperire funerară) (Tip: Movilă)                                           | sat Dudeștii Vechi, comuna Dudeștii Vechi | Vereșovătă Moghila            |                                            |            |                                               | Încărcați imagine | Raportați eroare |
| 156721.16.01                            | Movila I de epocă neprecizată de la Dudeștii Vechi / ansamblu anonim (Categorie: decoperire funerară) (Tip: Movilă)                                                            | sat Dudeștii Vechi, comuna Dudeștii Vechi |                               |                                            |            |                                               | Încărcați imagine | Raportați eroare |
| 156721.17.01                            | Movila II de epocă necunoscută de la Dudeștii Vechi / ansamblu anonim (Categorie: decoperire funerară) (Tip: Movilă)                                                           | sat Dudeștii Vechi, comuna Dudeștii Vechi |                               |                                            |            |                                               | Încărcați imagine | Raportați eroare |
| 156721.18.01                            | Movila de epocă necunoscută de la Dudeștii Vechi-Movila Tătraneanu / ansamblu anonim (Categorie: decoperire funerară) (Tip: Movilă)                                            | sat Dudeștii Vechi, comuna Dudeștii Vechi | Movila Tătraneanu             |                                            |            |                                               | Încărcați imagine | Raportați eroare |
| 156721.19.01                            | Movila III de epocă neprecizată de la Dudeștii Vechi / ansamblu anonim (Categorie: decoperire funerară) (Tip: Movilă)                                                          | sat Dudeștii Vechi, comuna Dudeștii Vechi |                               |                                            |            |                                               | Încărcați imagine | Raportați eroare |
| 156721.20.01                            | Movila IV de epocă necunoscută de la Dudeștii Vechi / ansamblu anonim (Categorie: decoperire funerară) (Tip: Movilă)                                                           | sat Dudeștii Vechi, comuna Dudeștii Vechi |                               |                                            |            |                                               | Încărcați imagine | Raportați eroare |
| 156721.21.01                            | Așezarea de epoca bronzului de la Dudeștii Vechi / ansamblu anonim (Categorie: locuire) (Tip: așezare)                                                                         | sat Dudeștii Vechi, comuna Dudeștii Vechi |                               | mil II î.Chr.                              |            |                                               | Încărcați imagine | Raportați eroare |
| 156776.01.01                            | Așezarea de epoca bronzului de la Dumbrava / ansamblu anonim (Categorie: locuire) (Tip: așezare)                                                                               | sat Dumbrava, comuna Dumbrava             |                               | mil.II î.Chr.                              |            |                                               | Încărcați imagine | Raportați eroare |
| 156776.02.01                            | Grupul de movile funerare de epocă neprecizată de la Dumbrava-Băzeștie / ansamblu anonim (Categorie: decoperire funerară) (Tip: Movilă)                                        | sat Dumbrava, comuna Dumbrava             | Băzeștie                      |                                            |            |                                               | Încărcați imagine | Raportați eroare |
| 156776.03.01                            | Movila I de epocă necunoscută de la Dumbrava / ansamblu anonim (Categorie: decoperire funerară) (Tip: Movilă)                                                                  | sat Dumbrava, comuna Dumbrava             |                               |                                            |            |                                               | Încărcați imagine | Raportați eroare |
| 156776.04.01                            | Movila II de epocă necunoscută de la Dumbrava / ansamblu anonim (Categorie: locuire) (Tip: Movilă)                                                                             | sat Dumbrava, comuna Dumbrava             |                               |                                            |            |                                               | Încărcați imagine | Raportați eroare |
| 156776.05.01                            | Movila III de epocă necunoscută de la Dumbrava / ansamblu anonim (Categorie: decoperire funerară) (Tip: Movilă)                                                                | sat Dumbrava, comuna Dumbrava             |                               |                                            |            |                                               | Încărcați imagine | Raportați eroare |
| 155270.01.01                            | Așezarea hallstattiana de la Dumbravița-Obiectiv 2 / ansamblu anonim (Categorie: locuire) (Tip: așezare)                                                                       | sat Dumbrăvița, comuna Dumbrăvița         | Obiectiv 2                    | mil.I î.Chr.                               |            |                                               | Încărcați imagine | Raportați eroare |
| 155270.02.01                            | Situl arheologic de la Dumbravița-Obiectiv 3 / ansamblu anonim (Categorie: locuire) (Tip: așezare)                                                                             | sat Dumbrăvița, comuna Dumbrăvița         | Obiectiv 3                    | sec.IX-X d.Chr.                            |            |                                               | Încărcați imagine | Raportați eroare |
| 155270.02.02                            | Situl arheologic de la Dumbravița-Obiectiv 3 / ansamblu anonim (Categorie: locuire) (Tip: Necropolă)                                                                           | sat Dumbrăvița, comuna Dumbrăvița         | Obiectiv 3                    | sec.X-XI d.Chr.                            |            |                                               | Încărcați imagine | Raportați eroare |
| 155270.02.03                            | Situl arheologic de la Dumbravița-Obiectiv 3 / ansamblu anonim (Categorie: locuire) (Tip: așezare)                                                                             | sat Dumbrăvița, comuna Dumbrăvița         | Obiectiv 3                    | Starcevo - Criș                            |            |                                               | Încărcați imagine | Raportați eroare |
| 155270.02.04                            | Situl arheologic de la Dumbravița-Obiectiv 3 / ansamblu anonim (Categorie: locuire) (Tip: așezare)                                                                             | sat Dumbrăvița, comuna Dumbrăvița         | Obiectiv 3                    | sec.II-IV d.Chr.                           |            |                                               | Încărcați imagine | Raportați eroare |
| 155270.02.05                            | Situl arheologic de la Dumbravița-Obiectiv 3 / ansamblu anonim (Categorie: locuire) (Tip: așezare)                                                                             | sat Dumbrăvița, comuna Dumbrăvița         | Obiectiv 3                    | sec XIII-XV d.Chr.                         |            |                                               | Încărcați imagine | Raportați eroare |
| 155270.02.06                            | Situl arheologic de la Dumbravița-Obiectiv 3 / ansamblu anonim (Categorie: locuire) (Tip: așezare)                                                                             | sat Dumbrăvița, comuna Dumbrăvița         | Obiectiv 3                    |                                            |            |                                               | Încărcați imagine | Raportați eroare |
| 157987.01.01 (Cod LMI: TM-II-m-A-06220) | Situl arheologic Biserica de lemn "Sf. Dumitru" din Dubești / ansamblu Biserica de lemn "Sf. Dumitru" (Categorie: structură de cult/religioasă) (Tip: Biserică de lemn)        | sat Dubești, comuna Ohaba Lungă           | Dealul Toplii                 |                                            |            |                                               | Încărcați imagine | Raportați eroare |
| 156721.01.01                            | Situl arheologic de la Dudeștii Vechi - "Movila lui Dragomir" / ansamblu anonim (Categorie: locuire) (Tip: Așezare)                                                            | sat Dudeștii Vechi, comuna Dudeștii Vechi | Movila lui Dragomir           | geto-dacică                                |            | 46°01′00″N 20°29′00″E / 46.01667°N 20.48333°E | Încărcați imagine | Raportați eroare |
| 156721.01.01                            | Situl arheologic de la Dudeștii Vechi - "Movila lui Dragomir" / complex anonim (Categorie: locuire) (Tip: bordei)                                                              | sat Dudeștii Vechi, comuna Dudeștii Vechi | Movila lui Dragomir           |                                            |            | 46°01′00″N 20°29′00″E / 46.01667°N 20.48333°E | Încărcați imagine | Raportați eroare |
| 156721.01.02                            | Situl arheologic de la Dudeștii Vechi - "Movila lui Dragomir" / ansamblu anonim (Categorie: locuire) (Tip: Așezare)                                                            | sat Dudeștii Vechi, comuna Dudeștii Vechi | Movila lui Dragomir           |                                            |            | 46°01′00″N 20°29′00″E / 46.01667°N 20.48333°E | Încărcați imagine | Raportați eroare |
| 156721.01.03                            | Situl arheologic de la Dudeștii Vechi - "Movila lui Dragomir" / ansamblu anonim (Categorie: locuire) (Tip: Așezare)                                                            | sat Dudeștii Vechi, comuna Dudeștii Vechi | Movila lui Dragomir           | sec.IX-X                                   |            | 46°01′00″N 20°29′00″E / 46.01667°N 20.48333°E | Încărcați imagine | Raportați eroare |
| 156721.01.04                            | Situl arheologic de la Dudeștii Vechi - "Movila lui Dragomir" / ansamblu anonim (Categorie: locuire) (Tip: Necropolă de inhumație)                                             | sat Dudeștii Vechi, comuna Dudeștii Vechi | Movila lui Dragomir           | sec.X-XI                                   |            | 46°01′00″N 20°29′00″E / 46.01667°N 20.48333°E | Încărcați imagine | Raportați eroare |
| 156721.01.04                            | Situl arheologic de la Dudeștii Vechi - "Movila lui Dragomir" / complex M. 1 (Categorie: locuire) (Tip: mormânt de inhumație)                                                  | sat Dudeștii Vechi, comuna Dudeștii Vechi | Movila lui Dragomir           |                                            |            | 46°01′00″N 20°29′00″E / 46.01667°N 20.48333°E | Încărcați imagine | Raportați eroare |
| 156721.01.05                            | Situl arheologic de la Dudeștii Vechi - "Movila lui Dragomir" / ansamblu anonim (Categorie: locuire) (Tip: Necropolă)                                                          | sat Dudeștii Vechi, comuna Dudeștii Vechi | Movila lui Dragomir           | Sântana de Mureș - Cerneahov sec.IV d.Chr. |            | 46°01′00″N 20°29′00″E / 46.01667°N 20.48333°E | Încărcați imagine | Raportați eroare |